# کنیا تاکاهاشی
کنیا تاکاهاشی (انگلیسی: Kenya Takahashi؛ زادهٔ ۲۲ اوت ۱۹۹۵) بازیکن فوتبال اهل ژاپن است.